# Conway-Kabale
Die Conway-Kabale ist die Bezeichnung für eine Reihe von Aktivitäten gegen Ende des Jahres 1777 und zu Beginn des Jahres 1778, mit denen versucht wurde, George Washington als Befehlshaber der Kontinentalarmee im Amerikanischen Unabhängigkeitskrieg abzusetzen. Sie wurde benannt nach dem Brigadegeneral Thomas Conway, dessen Briefe, in denen er Washington kritisierte, dem Zweiten Kontinentalkongress zugespielt wurden.  Die beabsichtigte Absetzung scheiterte, als die Absichten bekannt wurden, Conway trat zurück und General Horatio Gates, einer der führenden Kandidaten um Washington zu ersetzen, entschuldigte sich bei diesem.

## Hintergrund
Conspiracy (Verschwörung) ist vielleicht ein zu starkes Wort, um die vielfältigen Aktionen von unzufriedenen Offizieren und einigen Delegierten des Kongresses im Herbst 1777 zu beschreiben. Die meisten Beteiligten teilten die Auffassung, dass Washington kaum ein perfekter Oberster Befehlshaber war und die wenigsten ihrer Aktivitäten waren koordiniert. General Gates, der kurz zuvor den Sieg der Schlacht von Saratoga feierte, wurde als Strohmann vorgeschoben, um Washington zu ersetzen. Zwar hatte er sich auch schon selbst dafür eingesetzt, das Kommando zu erhalten, aber er war nicht verantwortlich für die starke Resonanz innerhalb des Kongresses. Der Widerstand im Kongress gegen Washington als Kommandant war verbunden mit Thomas Mifflin, einem ehemaligen Delegierten aus Pennsylvania, und ehemaligen Quartiermeister der Kontinentalarmee. Seine Ansicht, dass Washington ein blutiger Anfänger sei, wurde unterstützt von Richard Henry Lee, Benjamin Rush und wahrscheinlich auch noch von anderen.
Die Befürworter der Absetzungen glaubten, dass der richtige Zeitpunkt gekommen wäre. Washington hatte im Jahr 1776 bei der New York and New Jersey campaign New York City nicht halten können, in den Schlachten bei Trenton und Princeton war er erfolgreich gewesen und er war bei dem Versuch gescheitert, die Einnahme von Philadelphia durch die Briten zu verhindern. Gates hingegen hatte, zusätzlich zum gewonnenen Ansehen aufgrund seines Siegs bei Saratoga (was einige Historiker für ungerechtfertigt halten und diese Erfolge den Aktionen von Benedict Arnold zuschreiben), gute politische Verbindungen. Neben seinem Kommando des nördlichen Departements der Kontinentalarmee war Gates Leiter des Board of War, welches direkt die Kontrolle des Kongresses über die Armee ausübte. General Conway war zum Generalinspekteur der Armee ernannt worden und Gates’ Adjutant James Wilkinson wurde zum Brevet Brigadegeneral und zum Sekretär der Behörde ernannt.

## Conways Briefe
Thomas Conway war ein Ire, der in Frankreich erzogen wurde und dort beim Militär gedient hatte. Er schloss sich der Kontinentalarmee als Brigadegeneral an und erhielt einige Auszeichnungen unter Washington während des Philadelphiafeldzuges, obwohl er und Washington nicht miteinander auskamen. Im Oktober 1777 begann Conway, den Kongress in Richtung einer Beförderung zum Generalmajor zu beeinflussen und gleichzeitig Washington in seinen Schreiben zu kritisieren. Washington war gegen Conways Beförderung, da er der Meinung war, dass es viele in Amerika geborene Offiziere gab, die die Beförderung mehr verdienten. Conway schrieb z. B. einen Brief an Horatio Gates, in dem er sagte, dass „Heaven has been determined to save your Country; or a weak General and bad Councellors would have ruind [sic] it.“ (dt. etwa: „Der Himmel hat sich entschlossen, Ihr Land zu retten, bevor ein schwacher General und schlechte Berater es ruinieren konnten.“)
General William Alexander, Lord Stirling bekam einen Brief mit einem Auszug dieses Zitats von James Wilkinson, den er an Washington weiterleitete, welcher ihn am 8. November 1777 erhielt. Dies veranlasste ihn die Möglichkeit zu erwägen, dass es hinter dem Rücken Machenschaften seiner Untergebenen gab, um ihn zu ersetzen, und er war sich bewusst, dass Gates politisch gut vernetzt und beliebt wegen seines Erfolgs bei Saratoga war. Washington schrieb Conway daraufhin, dass er dieses Schreiben erhalten hatte. Conway antwortete sofort und bestätigte, dass er gegenüber Gates and Thomas Mifflin die Armee kritisiert hatte, bestritt jedoch die Kritik an Washington. Eine Woche später legte Conway dem Kongress sein Rücktrittsschreiben vor.

## Board of War
Aus Conways Brief schloss Washington, dass dieser und Mifflin befreundet waren. Gleichzeitig erhielt Washington von Stirling einen Brief, dass der Kongress das Board of War wiederherstellen wolle, mit Mifflin und Gates als Mitgliedern. Conways Rücktrittsschreiben wurde an diese Behörde weitergeleitet und abgelehnt. Conway wurde zum Generalmajor befördert und erhielt einen neuen Posten als Generalinspektor der Armee. Es gibt keine Beweise dafür, dass jemals ein Teilnehmer formell versuchte, Washington zu verdrängen.